# سيجار

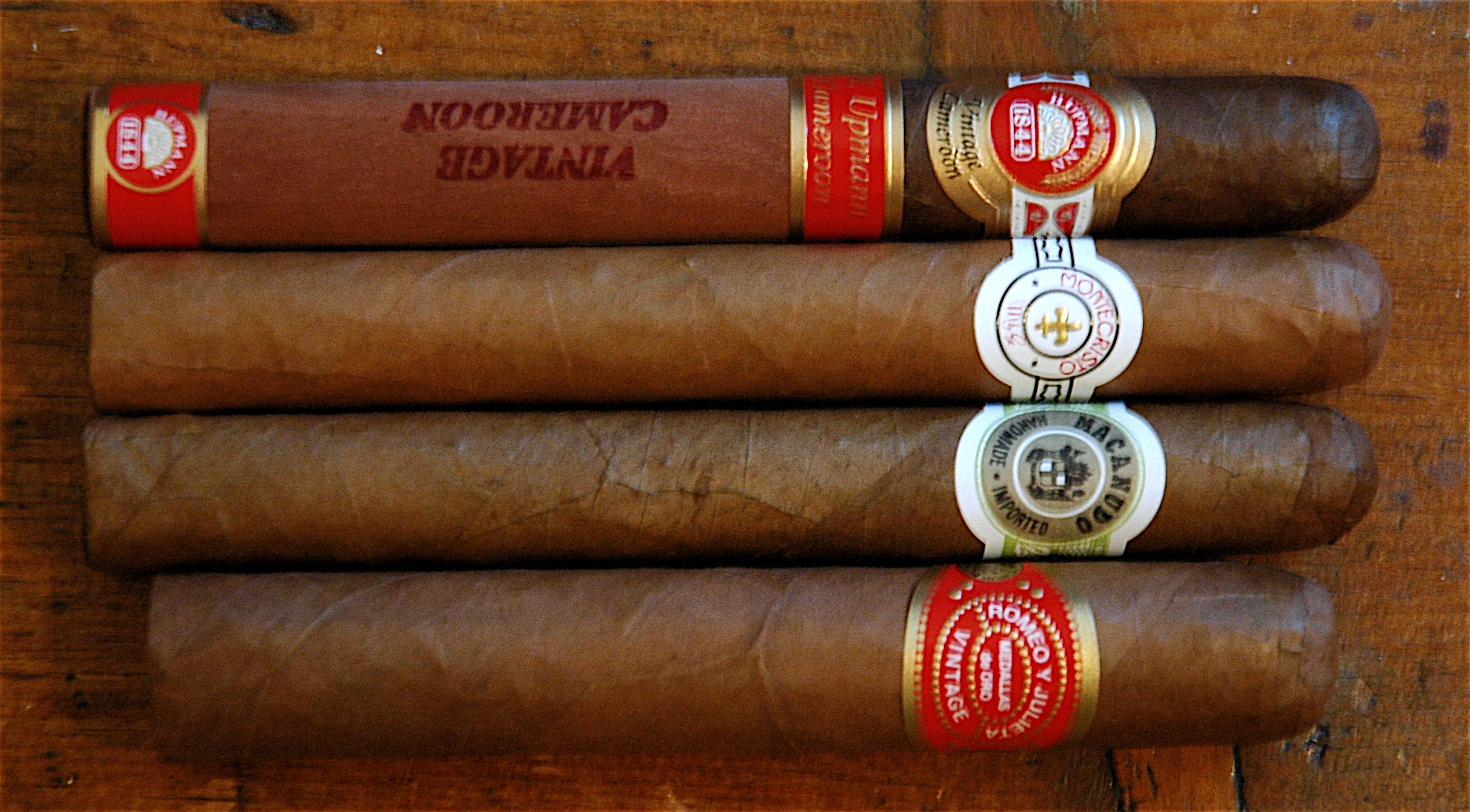
مجموعة سيجار

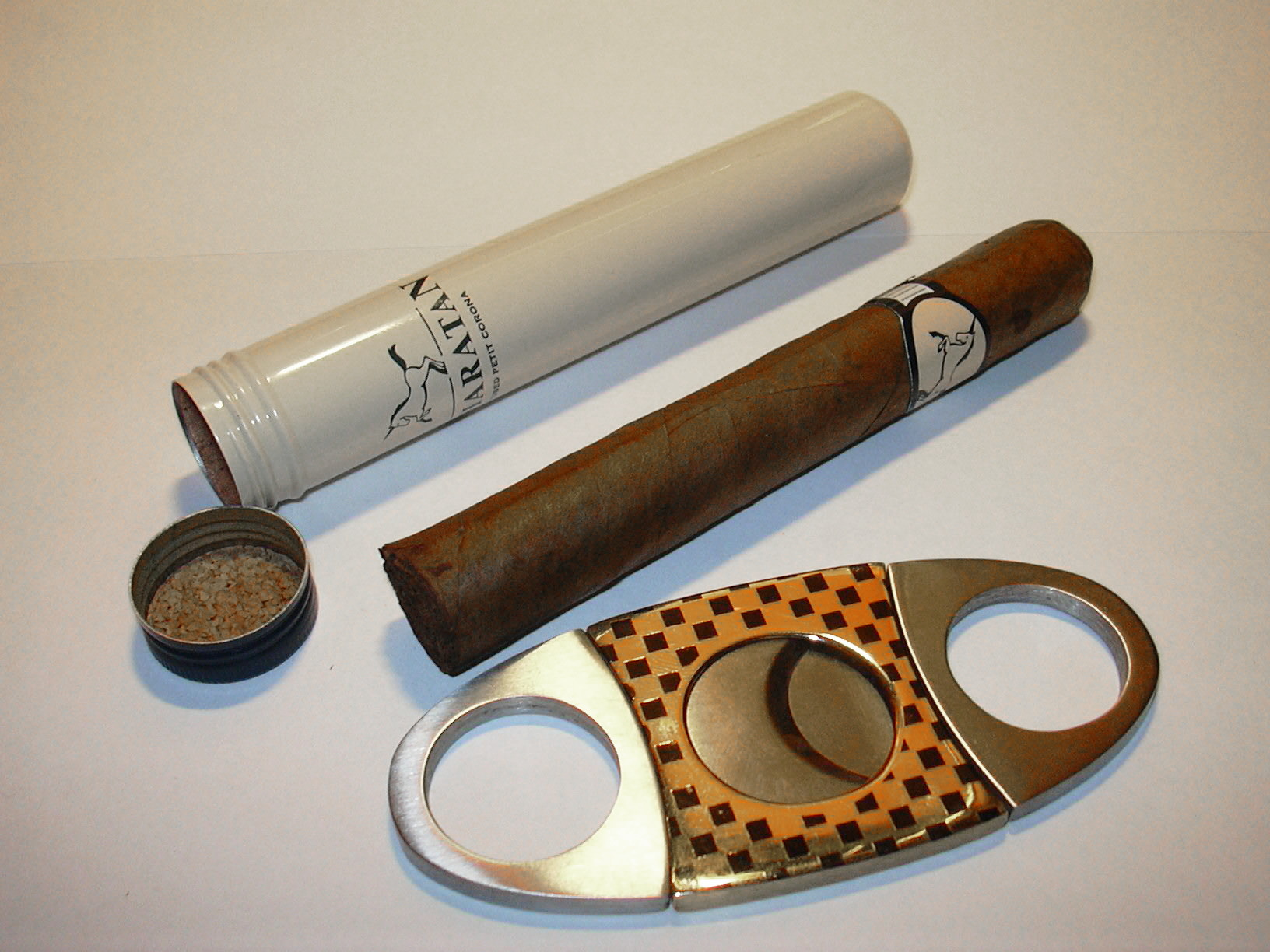
عدة أستخدام السيجار

السيجار أو السِّيكار أو الدُّخْنَة لفافة تبغ معدة بطريقة وعناية خاصة تستخدم فيها أوراق التبغ الكاملة والمخمرة فترطب وتعالج وتلف باليد من قبل عمال متخصصين بعملهم.
تنمو تبغ السيجار بكميات كبيرة في البرازيل، الكاميرون، جمهورية الدومينيكان، الهندوراس، إندونيسيا، المكسيك، نيكاراغوا، الفليبين، بورتوريكو، جزر الكناري، إيطاليا وشرقي الولايات المتحدة الأميركية. من غير المعلوم تاريخ نشوء السيجار. أقدم أثاره وجدت في غواتيمالا وهي عبارة عن وعاء فخاري يعود للقرن العاشر تظهر أوراق تبغ من المايا مربوطة بخيط.
من أشهر أنواع السيجار هي المصنوعة في هافانا بكوبا، وهناك أنواع من السيجار أقل جودة أو مقلدة تصنع في العديد من دول العالم وفي بعضها تستبدل أوراق التبغ بأوراق نبات الملفوف (لهانة) للغش أو لخفض الكلفة.

## أصل التسمية
أصل كلمة سيجار هو مصطلح «سيكار» بلغة حضارة المايا والتي تعني «تدخين أوراق تبغ ملفوفة» (أصلها كلمة سي‘ك وتعني تبغ). ومنهم، استعمل الإسبان مصطلح «سيكارو». ووصلت ‘لى العربية من الإنكليز الذين بدأوا استعمال كلمة «سيكار» عام 1730.

## تاريخ السيجار
لقد تم اكتشافها من قبل الهنود الحمر أو السكان الاصليين للامريكتين

## صناعته

### مرحلة التخمير
بعد حصاد أوراق التبغ وتخزين المحصول، تمر عملية تحضير التبغ بعدة مراحل:
1. المرحلة الأولى هي معالجة التبغ: تعتق الأوراق باستعمال الحرارة والظل لتقليل نسبة السكر فيها ولتجفيفها من دون تلف الأوراق. تستغرق مدة المعالجة بين 25 و 45 يوما. المدة تعتمد على حالة الطقس ووضعية المخازن التي يخزن المحصول بها. وتتعدل بحسب نوعية الأوراق واللون المطلوب.
2. مرحلة التخمير التبغ: توضع الأوراق في درجة حرارة ورطوبة متحكم بها لتجف ببطء من دون تلف أو تفتفت. وهذه هي المرحلة التي تحدد رائحة ونكهة وطريقة احتراق أوراق التيغ.
3. مرحلة التصنيف والتخزين: توزع الأوراق، بحسب نوعيتها وجودتها، إلى أوراق التي ستستعمل كلفافات والأوراق التي ستستعمل كحشوة للتدخين. ويتم تناولها بعناية وترطيبها بشكل مدروس لتحافظ على جودتها.
4. مرحلة التكبيس: في هذا المرحلة تكبس الأوراق ثم تفحص، ثم تفك عن بعضها لتفحص مرة أخرى ثم تكبس وهكذا دواليك حتى يكتمل تعتيقها بحسب مواصفات التي يضعها الصانع.

### مرحلة التصنيع
يمكن تصنيع السيجار أليا أو يدويا.

#### السيجار اليدوي
السيجار اليدوي هو الأفخم. يمكن لخبير لف السيجار أن يلف المئات من السيكار يوميا بجودة عالية ومتشابهة. يبقي اللفاف التبغ رطبا بدرجة معينة. ويستعمل سكينة محدوبة مصممة بعناية، تسمى «خافيتس» لحشو اللفافة ولفها بجودة وسرعة. تقطع طرفا اللفافة بالطول المطلوب لتجف.
1. المرحلة السادسة هي التخزين: تخزن اللفافات في صناديق خشبية بظروف خاصة خاصة لسنوات عديدة على شرط الحفاظ عليها بدرجة حرارة 21 مئوية وبسبة رطوبة 70%.[5]

#### الصناعة الألية
وهناك الصناعة الألية التي تعتبر رخيصة وأقل جودة وتعتمد الألات لتقطيع اوراق التبغ ولفه. ويستعمل نوع معين من اللفافات المستخرجة من لب التنبك لزيادة تماسك اللفافة. وهذا ما يضعف نكهة السيكار ويجعلها أقل جودة.

### صناعة السيجار الكوبي

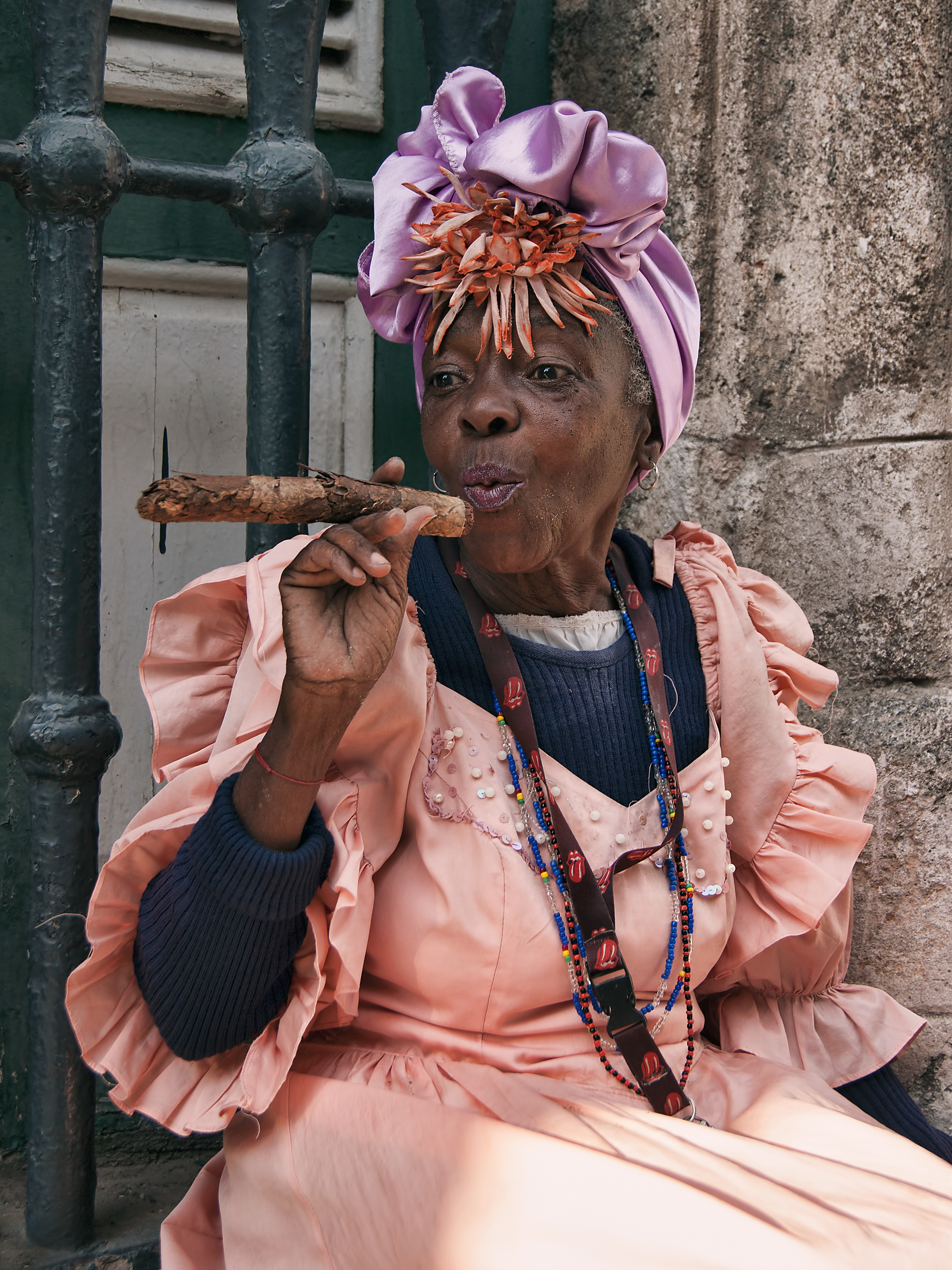
امرأة عجوز من كوبا تحمل بيدها سيجار كوبي

يصنع السيجار في كوبا يدوياً حيث يجلس العاملون في معامل خاصة، وأكثرهم من النساء، بصفوف طويلة وبجانبهم طبقات من أوراق التبغ المخمرة والمعالجة بطريقة خاصة، فيقومون أولاً بنزع العروق من وريقات التبغ ليحصلوا على ورقة صافية ونظيفة من كل شائبة، مصنفين تلك الوريقات حسب تدريجات لونية متشابهة معطين عناية وأهمية خاصة لورقة الطبقة الخارجية للسيجار. وبخبرة فائقة يشكلون السيجار بشكله النهائي ليكون كل إنتاجهم بالمواصفات نفسها ثم يقومون بتغليف السيجار بالسولفان والأوراق الملونة والمذهبة يضعونها بعلب فاخرة غالية الثمن ليصل إلى نخبة من الزبائن المميزين.

## أنواعه
ومن أصناف أحجام السيجار كورونا ودوبل كورونا وبانتيلا وروبستو وسيجارلوس وغيرها حيث تختلف تلك الأصناف من حيث الحجم والطول والطعم. ومن أشهر العلامات التجارية للسيجار الكوبي هي كوهيبا وبارتغاس ومونت كريستو وروميو وجولييت وكوابا وهوبمان وغيرها.

## المصنعون المهيمنون
هناك شركتان تهيمنان على صناعة السيجار العالمية:
- ألتاديس: وهي شركة عالمية متخصصة بصناعة السيجار ولها مصاتع في الولايات المتحدة، جمهورية الدومينيكان والهندوراس كما تمتلك 50% من شركة كوربوروسيانون هابانوس الكوبية.
- مجموعة التبغ الإسكندنافية ولها مصانع في جمهورية الدومينيكان، الهندوراس، نيكاراغوا، إندونيسيا، هولندا، بلجيكا، الدنمارك والولايات المتحدة.

## مشاهير صناع السيجار
تصنع كل أنواع السيجار الفاخر من قبل أسر تناقلت أسرار صناعته من جيل إلى أخر من نفس الأسرة. وتذكر أسماء هذه الأسر في جميع المنتجات. في عام 1992، أعلنت مجلة "سيكار أفيسيونادو" عن لائحة بمشاهير السيكار" وأعتبرت ستة أفراد من أشهرهم وهم:
- إدغار كولمن رئيس شركة كولمان العامة للسيجار في الولايات المتحدة.
- زينو دافيدوف مؤسس شركة دافيدوف في سويسرا.
- كارلوس فوينتي رئيس شرك «تاباكاليرا أ. فوينتو إي سيا» في جمهورية الدومينيكان.
- فرانك لانيزا رئيس «شركة فيلازون» في فلوريدا.
- ستانفورد نيومان رئيس شركة «جي سي نيومان للسيجار» في تامبا.

أنجيل أوليفيرا موسسة شركة «إوليفا توباكو» في فلوريدا.

## تخزين السيكار

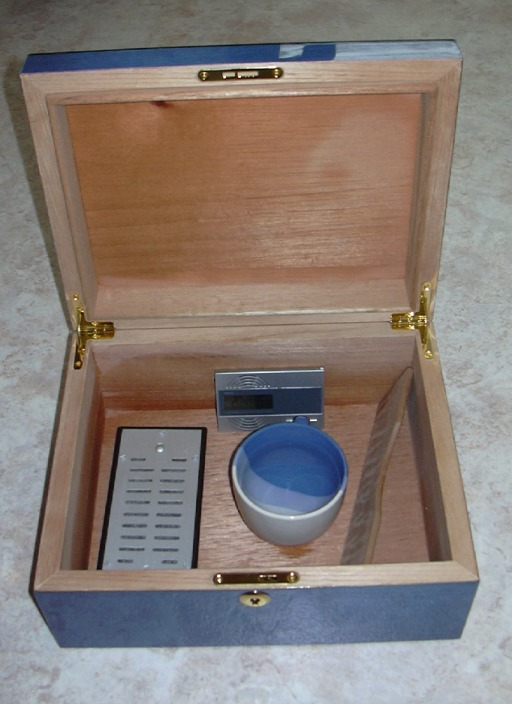
المرطب

بعد شراء السيكار، يجب أن يخزن بعناية. للإستعمال الشخصي، هناك علب خشبية تسمى المرطبة التي تحافظ على رطوبة السيكار ونكهته. واستعمال المرطبة الجيدة تحافظ على جودة السيكار لسنوات طويلة. وهناك المرطبة بحجم صغير تتسع لعشرين سيجار كما يوجد مرطِبات بأحجام أكبر. ويوجد مرطبات محمولة لنقل السيكار إلى أماكن خارجية أو في الرحلات.
وهناك مرطبات ضخمة بحجم غرفة كبيرة تستعملها المحلات التي تتخصص ببيع السيكار أو من قبل الأثرياء الذين يفقهون بقيمة السيكار.
ويمكن إعادة إحياء سيكار جاف إلى نوعيته الأصلية باتباع عملية ترطيب بعناية بشرط أن لا يكون أصابه التلف. إن فقدان زيوت التبغ يعني فقدان النكهة بشكل نهائي.

## تركيبه
تدخل ثلاث أنواع من أوراق التبغ في تركيب السيجار والتي تحدد خصائص نكهته وطعمه.

### التغليف
تستعمل أوراق التبغ الكبيرة كأوراق تغلفه وهي تكون غلافه الخارجي. وتكون المسؤولة بشكل أساسي عن نكهة السيجار وخصائصه. وبالعادة، يستعمل لون التغليفة للدلالة على نوعية السيجار. هناك أكثر من مئة لون يعتمدها المصنعون في تعريف نوعية السيجار مقسمة على سبعة ألوان مصنفة من الغامق إلى الفاتح:
| اللون بالإنكليزية                 | اللون بالعربية | الوصف |
| --------------------------------- | -------------- | --- |
| Double Claro (دابل كلارو)         | الفاتح المزدوج | فاتح اللون، مخضر اللون. وهو من ورق التبغ الذي يحصد قبل نضوجه وقبل إنحلال الكلوروفين منه. ويسمى أيضا بالكانديلا (الشمعة). كان شائعا والآن هو نادر. |
| Claro (كلارو)                     | الفاتح         | لون سمرة فاتح مائل للصفار. وهو من التبغ الذي ينمو حول نهر كنيكيتيت.                                                                               |
| Colorado Claro (كولورادو كلارو)   | كولورادو فاتح  | بني متوسط |
| Colorado (كولورادو)               | كولورادو       | بني مائل للإحمرار |
| Colorado Maduro (كولورادو مادورو) | كولورادو ناضج  | بني غامق من التبغ الأفريقي ويزرع في الكاميرون والهندوراس ونيكاراغوا.                                                                              |
| Maduro (مادورو)                   | ناضج           | بني غامق نائل للسواد. يزرع في كونيكتيكيت والمكسيك ونيكاراغوا والبرازيل.                                                                           |
| Oscuro (أوسكورو)                  | مظلم           | أسود داكن، مزيت، اشتهر في القرن الواحد والعشرين، يزرع في كوبا ونيكاراغوا والبرازيل والمكسيك وكونيكتيكت.                                           |

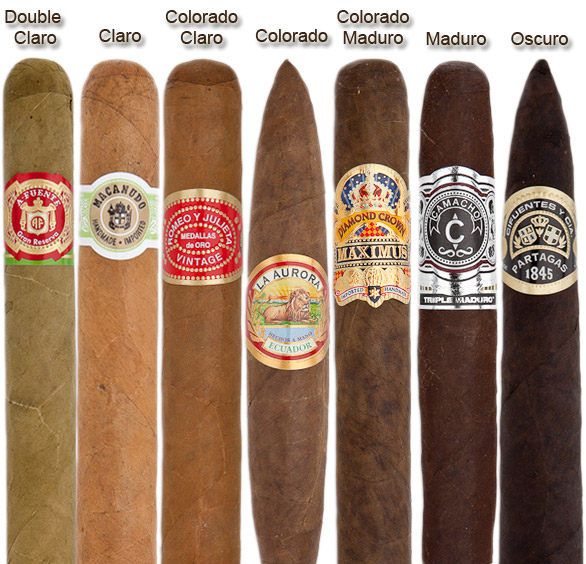
جدول بألوان التغليفة السبع الأساسية

بشكل عام، تضيف التغليفة الغامقة طعم حلو للسيكار أما الفاتحة تكون أكثر جفافا.

### الحشوة

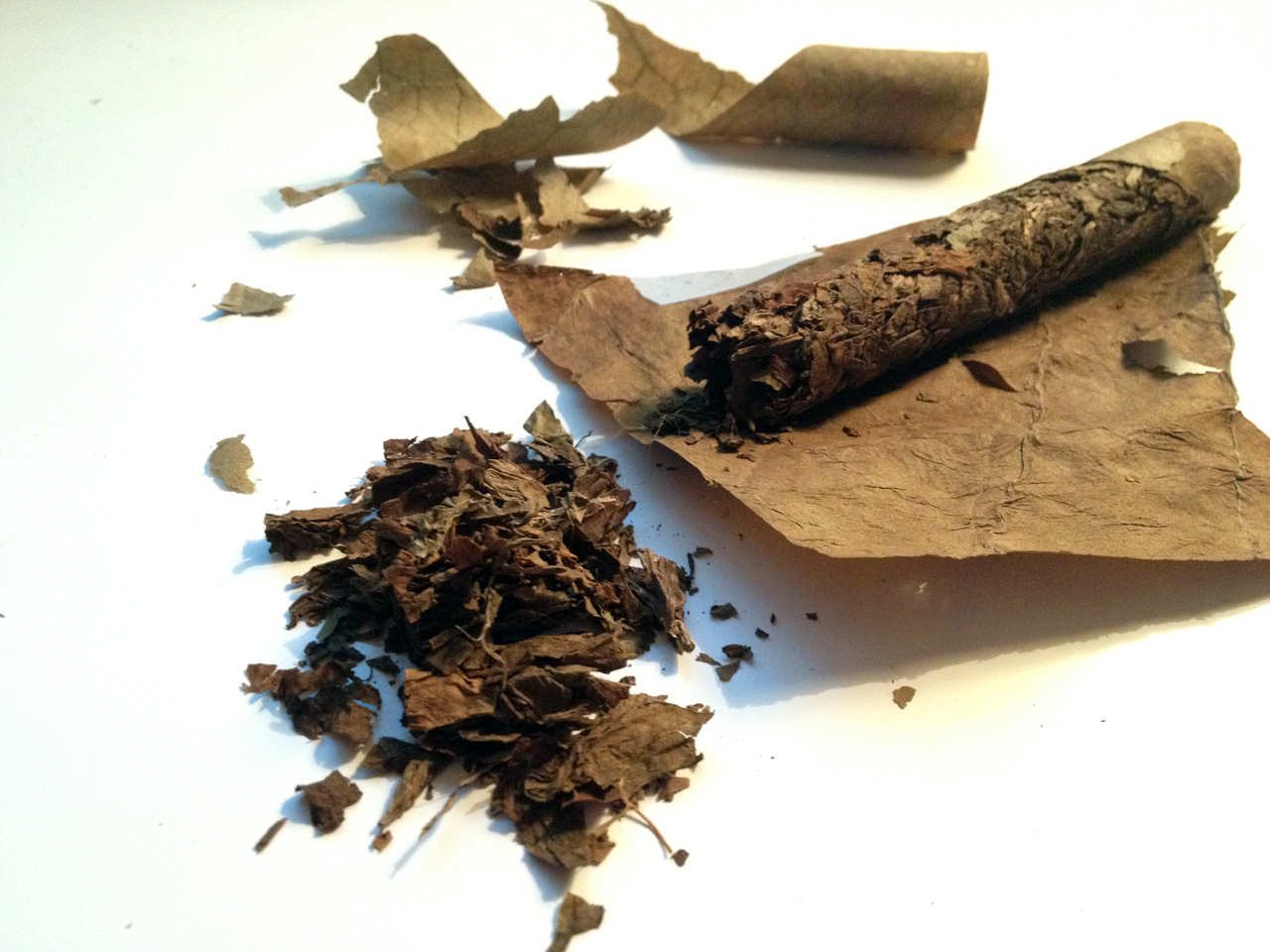
حشوة القصير

يمزج أنواع مختلقة من التبغ في صناعة الحشوة من أجل الحصول على النكهة المعينة بحسب نوع السيجار. وتختلف أنواع الورق ما بين المزيتة والتي لها نكهة ظاهرة وأقوى من الورق الجاف. وعادة، تكون أوراق التبغ من ثلاث أنواع:
- فولادو: وهي الأوراق التي تنمو في قاع ساق النبتة وتكون أقل نكهة وطعم،
- سيكو: وهي الأوراق التي تنمو في وسط ساق النبتة وتكون معتدلة النكهة،
- ليغيرو: هي الأوراق التي تنمو في الأعلى ولها نكهة قوية لتعرضها للشمس. وهي تحترق بشكل أبطاء لذلك تلف في وسط السيجار لإطالة احتراقه.

### الحجم
يقاس السيجار من ناحية الغلاظة والطول. لكل ميزاته. السيكار الغليظ يتكون من أصناف مختلفة من أوراق التبغ وتكون نكهته متنوعة أكثر. لكن سيئته أنه يحترق بشكل أسواء من السجار الرفيع مما يسبب فقدان بعض الخصائص الجيدة. أما من ناحية الطول، فالسيكار الطويل يحتاج للفائف كبيرة مما يعني أن نكهته أفضل. ويستعمل في السيجار القصير أوراق مقصوصة وهم يحترقون بحرارة ظاهرة ويخلفون فتات التبغ في الفم. وفي العادة، السيجار الذي يحترق بالتساوي وبشكل مستمر هو من النوعية الجيدة.

## =الضمادة
تستعمل الأوراق اللينة التي تتمدد بشكل بسيط كضمادة لتمسك الحشوات. والضمادات في أوراق التغليف غير صالحة إما لوجود فجوات بها أو عيوب أو تغييرات في الألوان أو تعرقات.

## الشكل
يصنف السيجار بحسب شكله فيما يعرف بالفيتولا. ويقاس السيجار من ناحية السمك والطول. مقياس السمك هو «مقياس الحلقة» التي تقيس قطر السيكار. ومقياس حلقة واحدة يساوي واحد على 64 من البوصة، أو0.93 ملم. أما عن الطول، فتستعمل البوصة. ولكل طول وشكل اسمه الخاص في عالم السيكار، من أشهرها:

أشكال السيجار

- باريجو (المتساوي): وهو الشكل الأكثر انتشارا. ويعتبر المعيار التي يقاس به كل أنواع السيجار الأخرى. ويعتبر شكله أسطواني مع جوانب مستقيمة. أحد أطرافه مفتوحة بينما الطرف الأخر فمغلق بورقة تيغ والتي يجب أن تقطع قبل الاستعمال.
- فيكوراتو: وهي أشكال غير منتظمة وبالعادة تكون أفحم لصعوبة تشكيلها التي تتطلب مهارة عالية. ومن أنواعها:
  - توربيدو: يكون الرأس حاد.
  - بيراميد (الهرم): أحد أطرافه عريض بينما الطرف الأخر مروس.
  - بيرفيكتو (الكامل): ضيق من الطرفين ومنتفخ من الوسط.
  - بريزيدانتي (الرئيس): حجمه ضخم.
  - كوليبراس (الثعبان): ثلاث سيجارات طويلة ملتفة حول بعضها.
  - توسكان: سيجار إيطالي طويل ورفيع وقاسي. سميك من الوسط وأضعف بنهاياته.
  - تشيسيل (الإزميل)" يشبه التوربيدو لكن طرفه مسطح وأعرض.
  - السيكاريلو: هو سيجار حجمه أصغر من السيجار وعادة يكون صعير ورفيع، ويحتوي على 3 غرام من التيغ ويكون طوله بين 3 و 4 بوصات وشعاعه من 5 لى 8 ملم.

## تدخينه
لتدخينه، يقطع الطرف المغلق ويولع الطرف المفتوح بالنار. في العادة، يدخن بسحب الهواء من الطرف الغير مشتعل بشهيق من دون إدخال الدخان إلى الرئة. ومن أجل اللذة، يدور الدخان في الفم قبل زفيره للإستطعام بطعمه ونكهته كما يمكن زفيره من الأنف من أجل الاستمتاع برائحته.

## النكهة
لكل سيجار نكهته الخاصة بحسب الصانع والنوع. يستعمل في عالم السيجار مصطلحات محددة لكل طعم ونكهة منها: مبهر، مفلفل، حلو، حاد، محروق، أخضر، أرضي، خشبي، كلكلو، كستنائي، مشوي، معتق، بذري، كريمي، أرزي، بلوطي، معلك، مفكه وجلدي.